# Halowe Mistrzostwa Świata w Lekkoatletyce 2004 – bieg na 800 m kobiet
Bieg na 800 m kobiet – jedna z konkurencji rozgrywanych podczas halowych mistrzostw świata w lekkoatletyce w 2004. Eliminacje odbyły się 5 marca, półfinały miały miejsce 6 marca, finał zaś został rozegrany 7 marca.
Do eliminacji zgłoszonych zostało 29 zawodniczek z 24 państw.
Zawody w tej konkurencji wygrała reprezentantka Mozambiku Maria Mutola. Drugą pozycję zajęła zawodniczka z Słowenii Jolanda Čeplak, trzecią zaś reprezentująca Wielką Brytanię Joanne Fenn.

## Wyniki

### Eliminacje
Źródło: 
Bieg 1
| Miejsce | Zawodniczka        | Państwo           | Wynik   | Uwagi |
| ------- | ------------------ | ----------------- | ------- | ----- |
| 1.      | Jen Toomey         | Stany Zjednoczone | 2:04,84 |       |
| 2.      | Tatjana Andrianowa | Rosja             | 2:05,04 |       |
| 3.      | Agnes Samaria      | Namibia           | 2:05,05 |       |
| 4.      | Heather Hennigar   | Kanada            | 2:06,68 |       |
| 5.      | Sheena Gooding     | Barbados          | 2:06,97 | SB    |
| 6.      | Lwiza John         | Tanzania          | 2:06,97 |       |

Bieg 2
| Miejsce | Zawodniczka          | Państwo           | Wynik   | Uwagi |
| ------- | -------------------- | ----------------- | ------- | ----- |
| 1.      | Jolanda Čeplak       | Słowenia          | 2:01,48 |       |
| 2.      | Sandra Stals         | Belgia            | 2:01,88 | SB    |
| 3.      | Tetiana Petluk       | Ukraina           | 2:01,90 |       |
| 4.      | Almee Teteris        | Kanada            | 2:03,75 |       |
| 5.      | Mary Jayne Harrelson | Stany Zjednoczone | 2:05,16 |       |
| 6.      | Marlyse Nsourou      | Gabon             | 2:21,57 | SB    |

Bieg 3
| Miejsce | Zawodniczka            | Państwo                       | Wynik   | Uwagi |
| ------- | ---------------------- | ----------------------------- | ------- | ----- |
| 1.      | Mayte Martínez         | Hiszpania                     | 2:02,78 |       |
| 2.      | Sultana Aït Hammou     | Maroko                        | 2:02,83 | PB    |
| 3.      | Meskerem Assefa        | Etiopia                       | 2:05,83 |       |
| 4.      | Michelle Ballentine    | Jamajka                       | 2:05,94 |       |
| 5.      | Sandra Teixeira        | Portugalia                    | 2:06,74 |       |
| 6.      | Noelly Mankatu Bibiche | Demokratyczna Republika Konga | 2:07,62 | SB    |

Bieg 4
| Miejsce | Zawodniczka     | Państwo         | Wynik   | Uwagi |
| ------- | --------------- | --------------- | ------- | ----- |
| 1.      | Olga Raspopowa  | Rosja           | 2:03,67 |       |
| 2.      | Joanne Fenn     | Wielka Brytania | 2:04,01 |       |
| 3.      | Marian Burnett  | Gujana          | 2:04,48 | NR    |
| 4.      | Esther Desviat  | Hiszpania       | 2:05,66 |       |
| 5.      | Lotte Visschers | Holandia        | 2:06,49 |       |
| 6.      | Sloan Siegrist  | Guam            | 2:22,72 |       |

Bieg 5
| Miejsce | Zawodniczka           | Państwo  | Wynik   | Uwagi |
| ------- | --------------------- | -------- | ------- | ----- |
| 1.      | Maria Mutola          | Mozambik | 1:57,72 |       |
| 2.      | Amina Aït Hammou      | Maroko   | 2:04,30 |       |
| 3.      | Monika Gradzki        | Niemcy   | 2:04,68 |       |
| 4.      | Liliana Popescu       | Rumunia  | 2:04,75 |       |
| 5.      | Christiane dos Santos | Brazylia | 2:07,77 |       |

### Półfinały
Źródło: 
Bieg 1
| Miejsce | Zawodniczka        | Państwo         | Wynik   | Uwagi |
| ------- | ------------------ | --------------- | ------- | ----- |
| 1.      | Jolanda Čeplak     | Słowenia        | 1:59,26 |       |
| 2.      | Tatjana Andrianowa | Rosja           | 1:59,96 | PB    |
| 3.      | Joanne Fenn        | Wielka Brytania | 2:00,79 |       |
| 4.      | Mayte Martínez     | Hiszpania       | 2:01,06 |       |
| 5.      | Sultana Aït Hammou | Maroko          | 2:02,33 | PB    |
| 6.      | Almee Teteris      | Kanada          | 2:05,29 |       |

Bieg 2
| Miejsce | Zawodniczka      | Państwo           | Wynik   | Uwagi |
| ------- | ---------------- | ----------------- | ------- | ----- |
| 1.      | Maria Mutola     | Mozambik          | 2:03,19 |       |
| 2.      | Jen Toomey       | Stany Zjednoczone | 2:03,40 |       |
| 3.      | Olga Raspopowa   | Rosja             | 2:03,71 |       |
| 4.      | Tetiana Petluk   | Ukraina           | 2:05,10 |       |
| 5.      | Sandra Stals     | Belgia            | 2:05,12 |       |
| 6.      | Amina Aït Hammou | Maroko            | 2:06,17 |       |

### Finał
Źródło: 
| Miejsce | Zawodniczka        | Państwo           | Wynik   | Uwagi |
| ------- | ------------------ | ----------------- | ------- | ----- |
| 01 !    | Maria Mutola       | Mozambik          | 1:58,50 |       |
| 02 !    | Jolanda Čeplak     | Słowenia          | 1:58,72 | SB    |
| 03 !    | Joanne Fenn        | Wielka Brytania   | 1:59,50 | NR    |
| 4.      | Jen Toomey         | Stany Zjednoczone | 1:59,64 | PB    |
| 5.      | Tatjana Andrianowa | Rosja             | 1:59,71 | PB    |
| 6.      | Olga Raspopowa     | Rosja             | 2:00,56 |       |